# Marinette megye
Marinette megye az Amerikai Egyesült Államokban, azon belül Wisconsin államban található. Megyeszékhelye és legnagyobb városa Marinette. Lakosainak száma 41 872 fő (2020. április 1.). Marinette megye Dickinson, Oconto, Door, Menominee, Florence és Forest megyékkel határos.

## Népesség
A megye népességének változása:
| Lakosok száma | 41 705 | 41 465 | 41 590 | 41 610 | 40 884 | 41 872 |
|               | 2010   | 2011   | 2012   | 2013   | 2015   | 2020   |